# رابرت پیتنجر
رابرت پیتنجر (به انگلیسی: Robert Pittenger) نمایندهٔ حوزه انتخابیه نهم کارولینای شمالی از حزب جمهوری‌خواه ایالات متحده آمریکا در مجلس نمایندگان ایالات متحده آمریکا است که برای نخستین‌بار در ۶ ژانویه ۲۰۱۳ میلادی به‌عضویت این مجلس درآمد.